# Battaglia di Horseshoe Bend
La battaglia di Horseshoe Bend (nota anche come Tohopeka, Cholocco Litabixbee o The Horseshoe) fu combattuta durante la guerra anglo-americana in Alabama centrale. Il 27 marzo 1814 le forze degli Stati Uniti d'America e degli indiani alleati guidati dal maggior generale Andrew Jackson sconfissero i Bastoni Rossi, un gruppo di Creek che si opponeva all'espansione americana, ponendo definitivamente fine alla guerra Creek.

## Contesto storico
La battaglia è considerata parte della guerra anglo-americana. Gli indiani Creek di Georgia ed Alabama si erano divisi in due fazioni: gli Alti Creeks (o Bastoni Rossi), una maggioranza che si opponeva all'espansionismo americano e collaborava con inglesi e spagnoli durante la guerra anglo-americana, ed i Bassi Creek, più assimilati e con forti legami con l'agente indiano Benjamin Hawkins che volevano restare in buoni rapporti con gli statunitensi.
Il capo Shawnee Tecumseh si recò nelle città sudorientali dei Creek e di altre tribù nel 1811–1812 per reclutare guerrieri disposti ad unirsi alla sua guerra contro gli americani. I Bastoni Rossi, giovani che avrebbero voluto recuperare le antiche tradizioni religiose e culturali, stavano già resistendo all'assimilazione. Iniziarono a colpire gli insediamenti colonici di frontiera. Quando i Bassi Creek aiutarono gli statunitensi a catturare ed a punire i razziatori subirono la ritorsione dei Bastoni Rossi.
Nel 1813 le milizie intercettarono un gruppo di Bastoni Rossi di ritorno da un acquisto di armi a Pensacola. Mentre ne stavano saccheggiando il materiale, i Bastoni Rossi tornarono e li sconfissero in quella che fu nota come battaglia di Burnt Corn. Le razzie dei Bastoni Rossi nei confronti dei coloni proseguirono, e nell'agosto 1813 attaccarono Fort Mims come rappresaglia per l'attacco di Burnt Corn. Dopo il massacro i coloni di frontiera chiesero aiuto al governo.
Essendo i federali impegnati nella guerra con l'Inghilterra, Tennessee, Georgia e Alabama organizzarono milizie comandate dal colonnello Andrew Jackson e rinforzate dai Bassi Creek e dai Cherokee alleati, per combattere i Bastoni Rossi. Jackson vinse la battaglia di Horseshoe Bend nel 1814.
Horseshoe Bend fu la principale battaglia della guerra Creek con la quale Andrew Jackson voleva "ripulire" l'Alabama per i coloni statunitensi. Il colonnello Jackson comandò un esercito di milizie del Tennessee che trasformò in un gruppo ben addestrato. Oltre alle milizie c'erano il 39º fanteria ed altri 600 Cherokee, Choctaw e Bassi Creek a combattere i Bastoni Rossi.
Dopo aver lasciato Fort Williams nella primavera del 1814, l'esercito di Jackson attraversò la foresta portandosi a 10 km dal campo di Bastoni Rossi di Menawa chiamato Tohopeka, nei pressi di un'ansa del fiume Tallapoosa chiamata "Horseshoe Bend", in Alabama centrale 19 km ad est dell'attuale Alexander City. Jackson mandò il generale John Coffee con la fanteria montata e gli alleati indiani a sud oltre il fiume per circondare il campo dei Bastoni Rossi, mentre lo stesso Jackson sarebbe rimasto con il resto dei 2000 fanti a nord.

## Battaglia

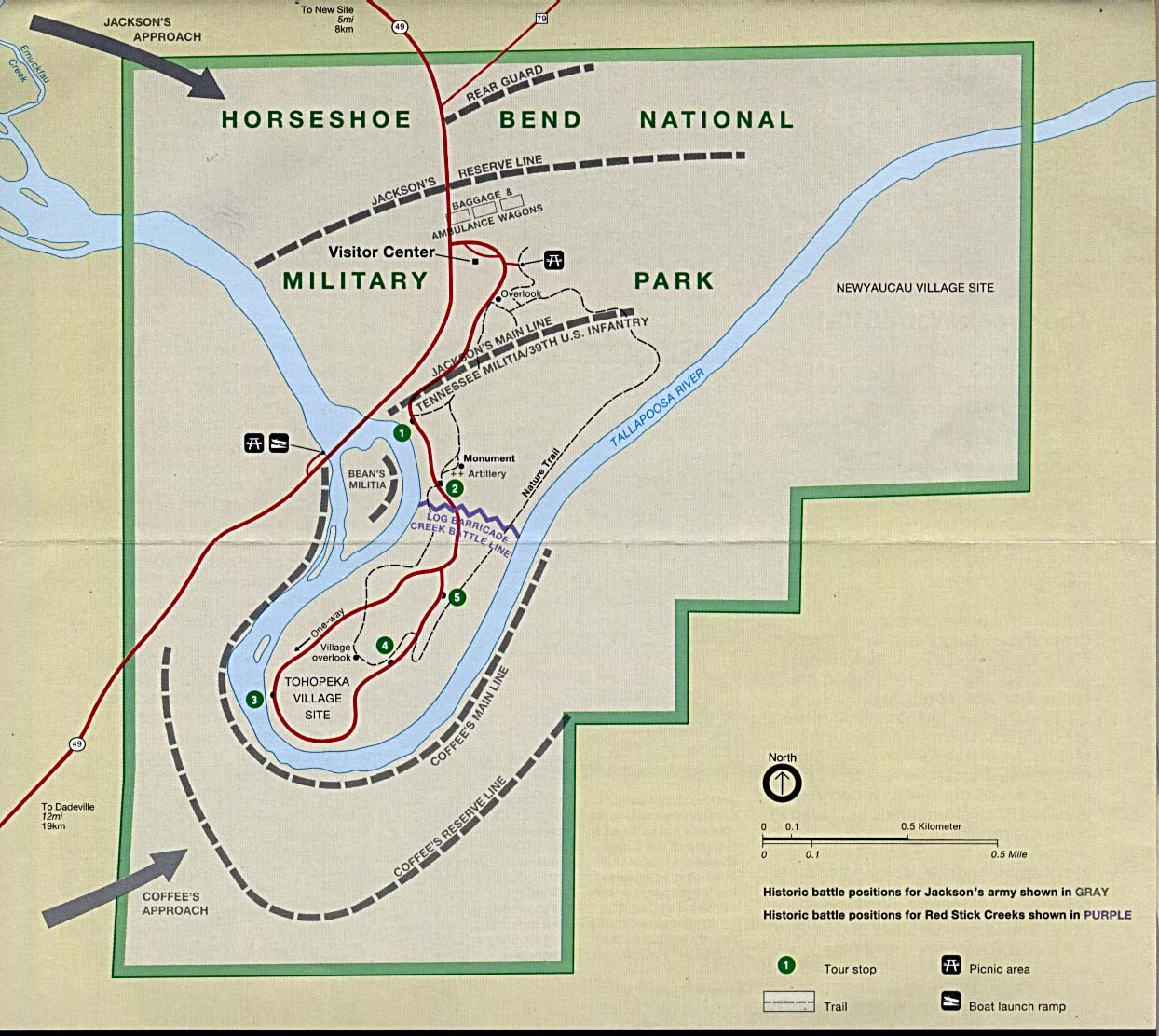
Posizioni in battaglia

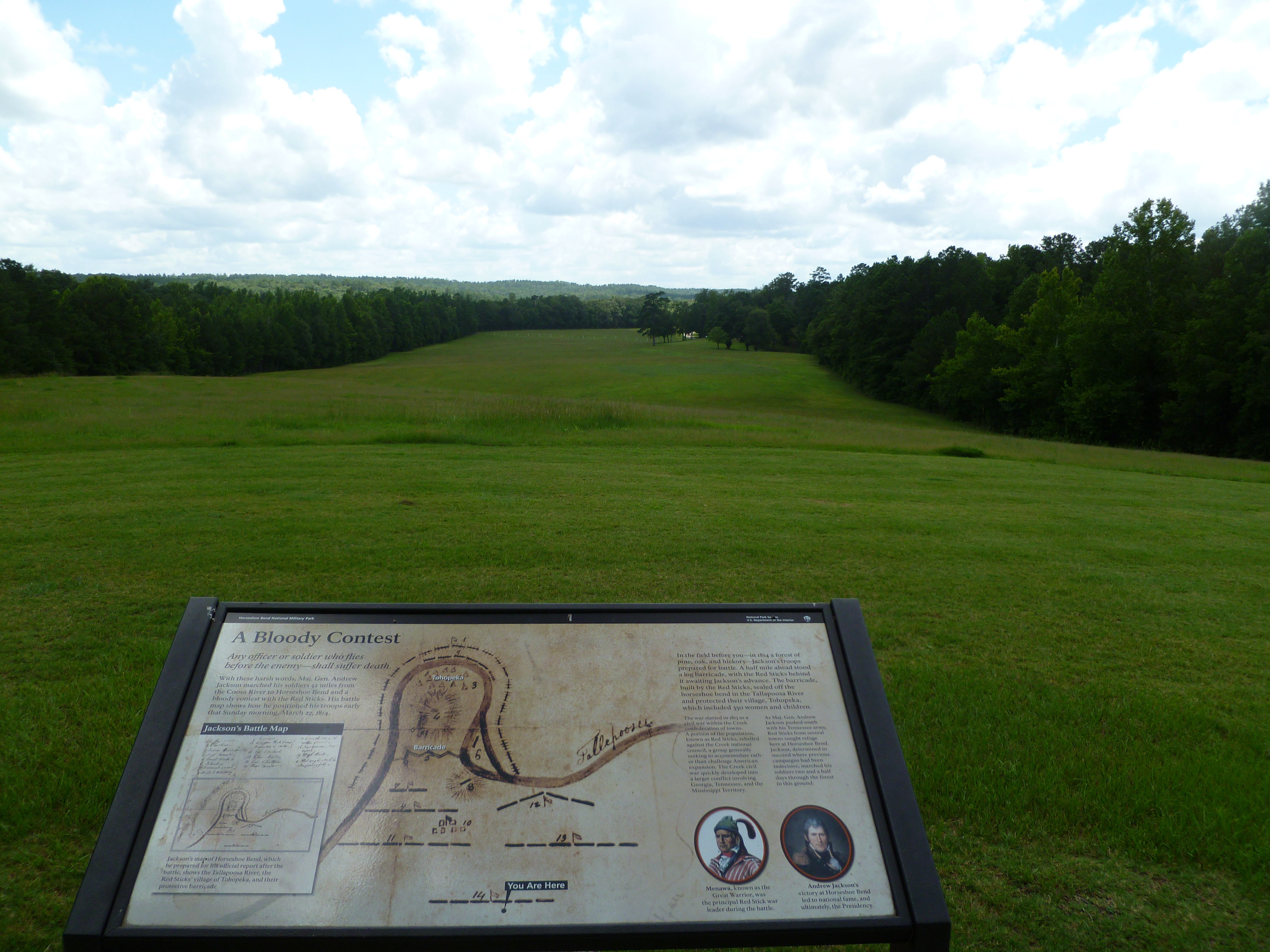
Campo di battaglia di Horseshoe Bend

Il 27 marzo 1814 il generale Andrew Jackson portò le sue truppe composte da 2600 soldati statunitensi, 500 Cherokee e 100 Bassi Creek su una collina nei pressi di Tohopeka, Alabama. Da questo punto vantaggioso Jackson avrebbe scatenato l'attacco alla fortificazione dei Bastoni Rossi. Alle 6:30 divise i suoi uomini mandandone circa 1300 oltre il fiume Tallapoosa a circondare il villaggio Creek. Alle 10:30 le truppe rimaste a Jackson iniziarono un fuoco d'artiglieria composto da due cannoni che fecero fuoco per due ore. Furono fatti pochi danni ai Bastoni Rossi o alla loro fortificazione lunga 350 metri. Jackson fu sorpreso dalle misure difensive usate dai Bastoni Rossi per proteggere la propria posizione. In seguito scrisse:
Poco dopo Jackson ordinò una carica con la baionetta. Il 39º fanteria guidato dal colonnello John Williams, caricò le fortificazioni sconfiggendo i Bastoni Rossi in un combattimento corpo a corpo. Sam Houston (futuro statista e politico) fu tenente dell'esercito di Jackson. Houston fu uno dei primi a superare la palizzata vivi e fu ferito da una freccia Creek che gli creò problemi per il resto della vita.
Nel frattempo il resto degli uomini di Jackson, comandati dal generale John Coffee, erano riusciti ad attraversare il fiume ed a circondare l'accampamento. Si unirono al combattimento ed offrirono a Jackson un grande vantaggio. I guerrieri Creek rifiutarono di arrendersi e la battaglia continuò per oltre cinque ore. Alla fine circa 800 del 1000 Bastoni Rossi presenti in battaglia furono uccisi. Invece Jackson perse meno di 50 uomini e subì 154 feriti.
Capo Menawa fu gravemente ferito ma sopravvisse. Portò circa 200 degli originali 1000 guerrieri oltre il fiume in salvo in terra Seminole in Florida spagnola.

## Esito
Il 9 agosto 1814 Andrew Jackson obbligò i Creek a firmare il trattato di Fort Jackson. I Creek furono obbligati a vendere 93 000 km² (metà dell'Alabama centrale e parte della Georgia meridionale) al governo statunitense. Era compreso anche il territorio dei Bassi Creek, alleati degli Stati Uniti. Jackson aveva scelto le loro terre per garantirsi un cuscinetto di sicurezza. Dei 93 000 km² venduti dai Creek ce n'erano 7689 di proprietà dei Cherokee, anch'essi alleati statunitensi. Jackson fu promosso maggior generale dopo aver ricevuto la firma sul trattato.
È molto probabile che questa vittoria, con quella della battaglia di New Orleans, contribuì alla reputazione nazionale di Jackson ed alla sua popolarità. Era molto conosciuto quando concorse con successo per la carica di presidente degli Stati Uniti d'America nel 1828.
Il campo di battaglia è oggi diventato il Horseshoe Bend National Military Park.